# Азовське море

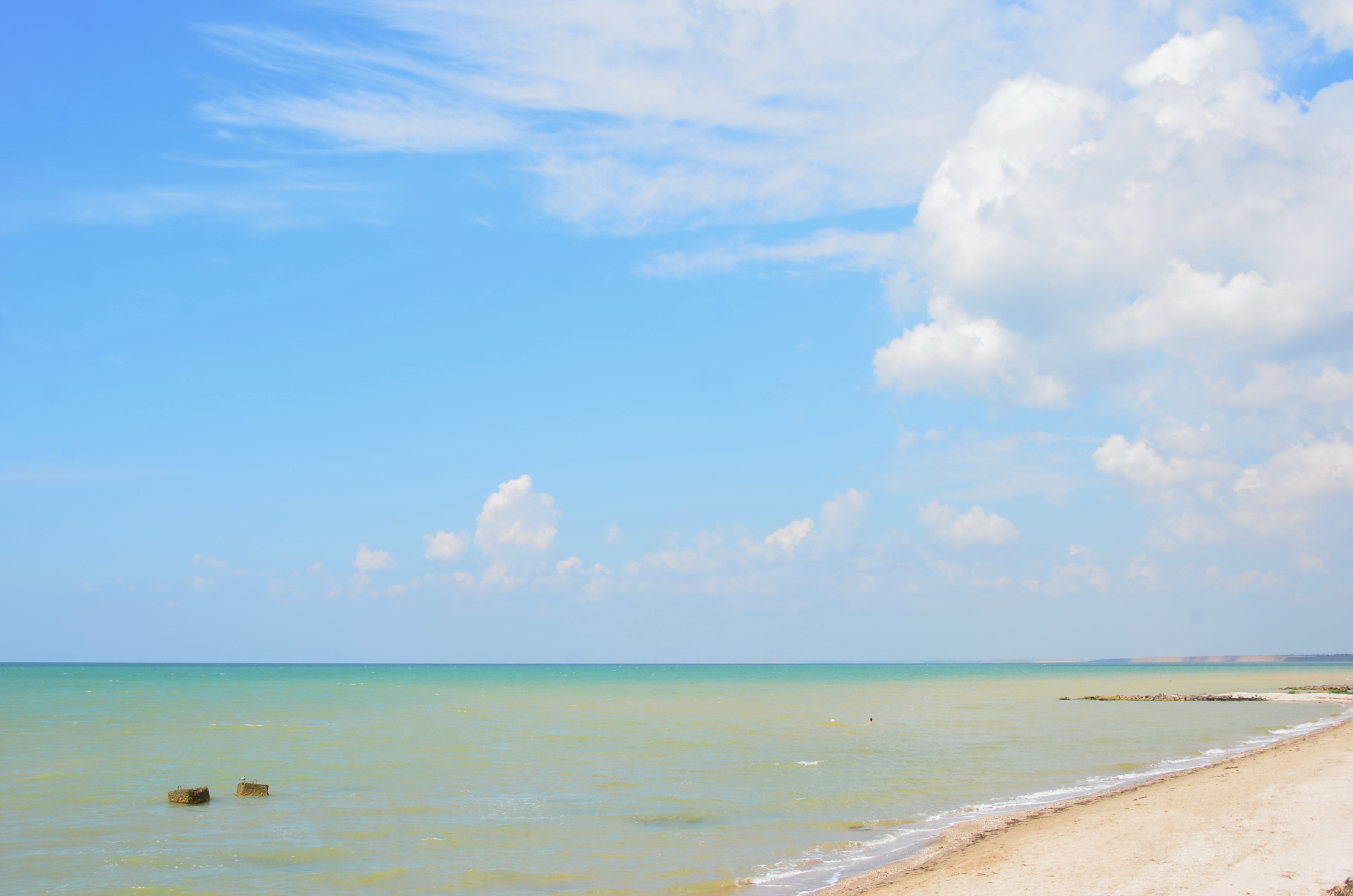
Азо́вське море біля Орлівки

Азо́вське море (заст. укр. Озі́вське море, крим. Azaq deñizi, адиг. Хьı мьıутıэ, рос. Азовское море) — внутрішнє море басейну Атлантичного океану, розташоване між 45°16' і 47°17' пн. ш. та 33°36' і 39°21' сх. д. та сполучене з Чорним морем Керченською протокою (Босфор Кімерійський у давнину, завширшки 4,2 км) між Україною та Росією. Площа водного дзеркала 39 тисяч км², об'єм 320 км³, середня глибина 8 м, максимальна 15 м, середня солоність 13,8 ‰, найбільша солоність у затоці Сиваш — до 25 ‰, середня температура води +11 °C; рибальство: хамса, лящ, оселедець, кілька видів судака, бички, осетрові. Азовське море є наймілкішим у світі. Береги Азовського моря низовинні. Берегова лінія хоч і має плавні вигини, все ж порізана численними затоками.

## Назва
У давнину Азовське море називалося у греків Меотійське озеро (грец. Μαιῶτις), у римлян — Меотійське болото (лат. Palus Maeotis), у скіфів Каргалук, у меотів — Темеринда (означає матір морів); в арабів — Нітшлах або Бараль-Азов, в турків — Бар'ял-Ассак або Бахр-Ассак (Темно-синє море; у сучасній турецькій Azakdenizi), в генуезців та венеційців — Mare delle Zabacche (Mare Тапе). Історична українська назва — Озовське (Озівське) море. Також слов'яни називали море Сурозьким або Синім.
Сучасна назва Азовське море, за однією з версій, походить від арабської назви Бахр-ель-Азов (темно-синє море). У слов'ян уперше вона згадується 1389 року літописцем Піменом. Інша версія походження назви — від міста Азов. На Русі море стало відомим в 11 ст., називали його Синім морем. Після утворення Тмутараканського князівства море стали називати Руським морем. З падінням князівства море перейменовували багато разів (Самакуш, Салакар, Маютіс тощо). На початку XIII ст. затверджується назва Саксинське море. Татаро-монгольські завойовники поповнили колекцію імен Азова: Балик-денгіз (рибне море) і Чабак-денгіз (лящеве море). За деякими даними Чабак-денгіз в результаті трансформації: чабак — дзибах — забак — азак — азів — утворилась сучасна назва моря (що сумнівно). За іншими даними, азак — тюркський прикметник, що означає «низький», за іншими даними, азак (тюркське «гирло річки»), яке трансформувалося в Азау, а потім в Азов. Крім вищезгаданих назв, море отримувало ще і такі: Барель-Азов («Темно-синя річка»); Фракійське море (під фракійцями вважали Геную та Венецію); Сурозьке море (Сурожем називали сучасне місто Судак у Криму); Каффське море (Каффа — італійська колонія на місці сучасного м. Феодосія в Криму); Кімерійське море (від кімерійців); Акденіз (турецьке, що означає Біле море). Найдостовірніша версія: сучасна назва моря походить від назви міста Азов. Щодо етимології слова «Азов» є низка гіпотез: за іменем половецького князя Азума (Азуфа), вбитого під час узяття міста в 1067 р.; за назвою племені осов (асси), що своєю чергою походить нібито від авестійського, що означає «швидкий»; зіставляють назву і з тюркським словом «азан» — «нижній», і черкеським «узев» — «горловина». Тюркська назва м. Азов — Аузак. Але ще в I ст. н. е. Пліній, перелічуючи у своїх працях скіфські племена, згадує плем'я асоки, подібне до слова «азів». Заведено вважати, що сучасна назва Азовського моря прийшла в сучасну топонімію на початку XVII ст. завдяки літопису Пімена. Причому на початку воно закріпилося лише за його частиною (Таганрозька затока) і лише під час Азовських походів Петра I назва Азовське море закріпилася за всією водоймою.

## Історія вивчення
У історії вивчення Азовського моря вирізняють три етапи:
1. Древній (географічний) — з часів Геродота до початку XIX ст.
2. Геолого-географічний — XIX ст. — 40 роки XX ст.
3. Комплексний — середина XX ст. — наш час.

Першу карту Понта Євксинського та Меотиди склав Клавдій Птолемей, він же визначив географічні координати міст, гирл річок, мисів і заток Азовського моря.
У 1068 році руський князь Гліб Святославович, що правив у той час в Тмуторокані, виміряв по льоду відстань між Керчю і Таманню. Як свідчить напис на Тмутороканському камені, відстань від Тмуторокані до Корчіва (стародавня назва Керчі) становила приблизно 20 км (за 939 років ця відстань збільшилася на 3 км)
З XII—XIV ст. Генуя та венеційці почали складати портолани (лоції та морські карти Чорного й Азовського моря).

### Азовські походи 1695—1696 та 1736—1737р.р.

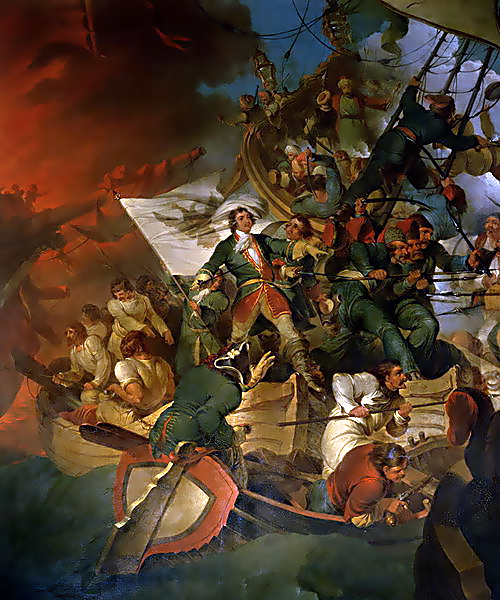
Взяття Азова 1696, живопис Роберт Кер Портер.

Азовське море часто було місцем військових конфліктів між Росією та основною силою в регіоні — Туреччиною. Під час Російсько-турецької війни (1686–1700) було дві кампанії 1695–1696 років з метою захопити турецьку фортецю Азов, яку захищав гарнізон у кількості 7 000 осіб.

### Теорія потопу

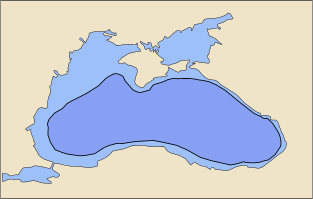
Чорне море в наш час (блакитний колір) і на початку VI тис. до н. е.. відповідно до гіпотези Раяна-Пітмена

1997 року Вільям Раян та Волтер Пітман з Колумбійського університету опублікували теорію про те, що вилив великої маси води через Босфор відбувся в стародавні часи. Вони стверджують, що Чорне та Каспійське моря були величезними прісноводними озерами до 5 600 року до н. е. Археологи все ще сперечаються щодо цієї теорії.

## Географія

### Загальні відомості

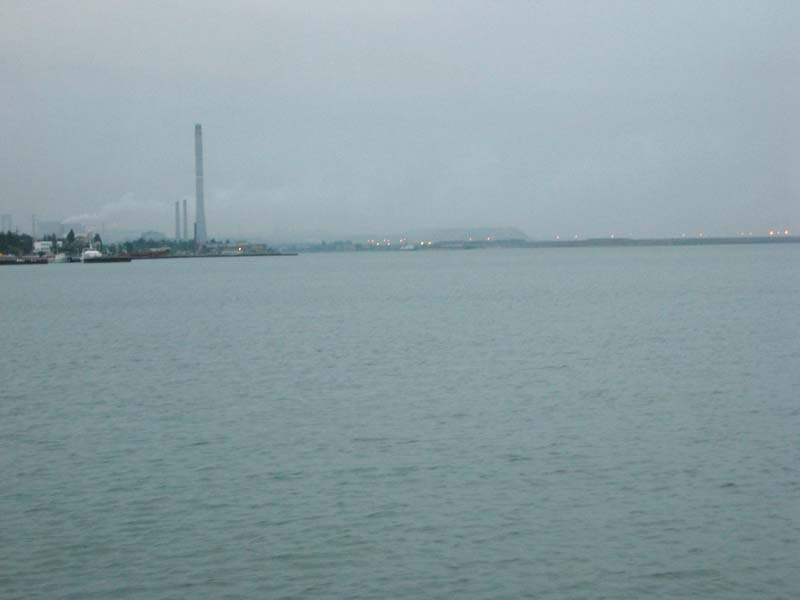
Азовське море поблизу Маріуполя

Крайні точки Азовського моря лежать між 45°12′30″ і 47°17′30″ пн. ш. і між 33°38′ (Сиваш) і 39°18′ сх. д.
Найбільша його довжина — 343 км, найбільша ширина — 231 км; довжина берегової лінії — 1 472 км; площа поверхні — 37 605 км² (у цю площу не входять острови та коси, що займають 107,9 км²).
За морфологічними ознаками воно належить до плоских морів і є мілководним водоймищем з невисокими береговими схилами.
За віддаленістю від океану Азовське море є найконтинентальнішим морем планети.

### Клімат

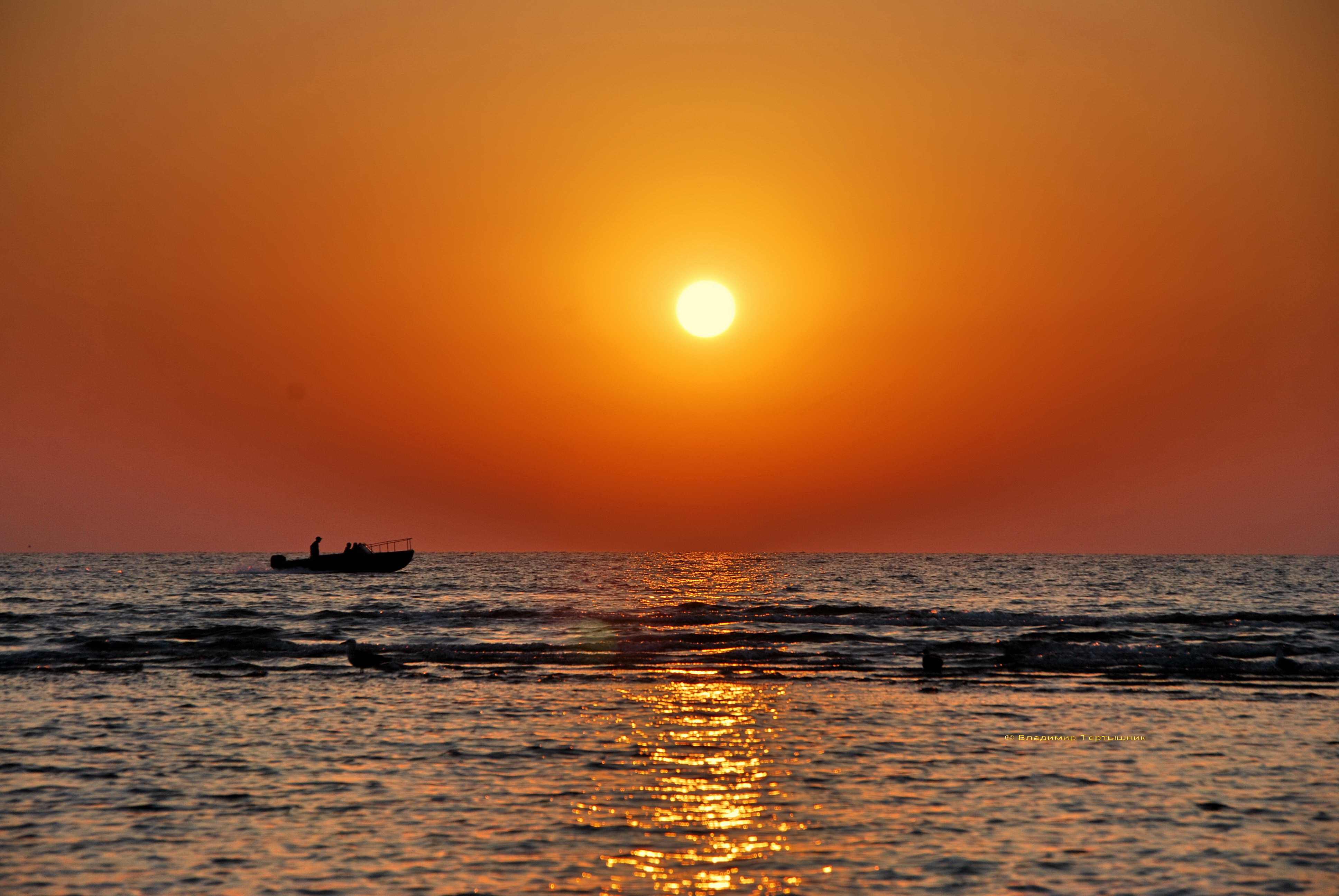
Серпневий ранок на Азовському морі

Акваторія моря лежить у перехідній зоні від морської до континентальної області помірного кліматичного поясу. Увесь рік панують помірні повітряні маси. Переважає західний перенос. Наявні сезонні коливання температури повітря. Зволоження недостатнє. Цілий рік переважає циклонічна діяльність, погода мінлива, в холодну пору року часті шторми. 

### Батиметрія Азовського моря
Підводний рельєф моря порівняно простий. З віддаленням від берега глибини повільно і плавно наростають, досягаючи в центральній частині моря 14,4 м. Основна площа дна характеризується глибинами 5–13 м. Область найбільших глибин розташована в центрі моря. Малюнок ізобат близький до симетричного, порушується невеликою витягнутістю їх на північному сході в бік Таганрозької затоки. Ізобата 5 м розташовується приблизно за 2 км від берега, віддаляючись від нього біля Таганрозької затоки та в самій затоці біля гирла Дону. У Таганрозькій затоці глибини збільшуються від гирла Дону (2–3 м) у напрямку до відкритої частини моря, сягаючи на кордоні затоки з морем 8–9 м. У рельєфі дна Азовського моря наявні системи підводних пагорбів, які витягнуті вздовж східного (банка Железінська) та західного (банки Морська й Арабатська) узбереж, глибини над якими зменшуються від 8–9 до 3–5 м. Для підводного берегового схилу північного узбережжя характерне широке мілководдя (20–30 км) з глибинами 6–7 м, для південного узбережжя — крутий підводний схил до глибин 11–12 м.
Морські береги переважно плоскі та піщані, лише на південному березі трапляються пагорби вулканічного походження, які місцями переходять в круті передні гори.

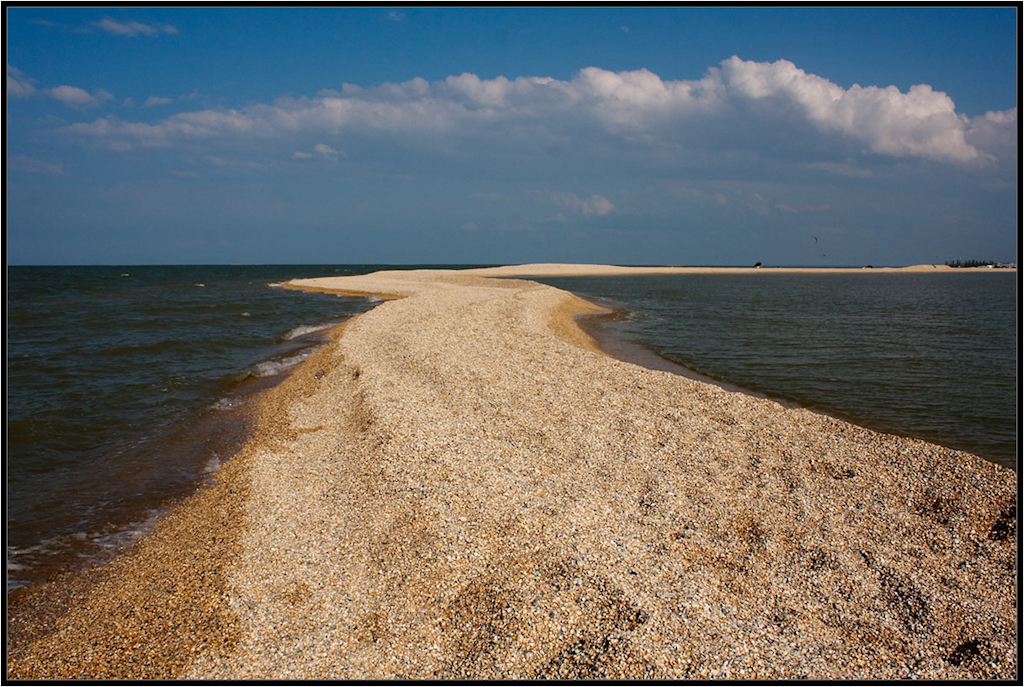
Коса на Азовському узбережжі

### Гідрологія
Гідрологічний режим Азовського моря визначається його ізольованістю, мілководністю, відносно великим припливом річкових вод, обміном води з солонішим Чорним морем і напрямом панівних вітрів над морем. В Азовському морі основною течією є колова течія, спрямована проти годинникової стрілки, місцями у прибережній смузі виникають часткові коловороти. Сумарний стік прісних вод в Азовське море становить пересічно 40,7 км³ за рік, річний об'єм води та атмосферних опадів — 15,5 км³, з Чорного моря надходить щороку 41 км³. Отож загальнорічний дебіт води становить 97,2 км³. З Азовського моря в Чорне море витікає через Керченську протоку 66,2 км³ і витрачається на випаровування 31 км³. Площа водозбору басейну Азовського моря становить 586 000 км².
Внаслідок мілководності та невеликих розмірів Азовського моря відбувається відносно швидке нагрівання та охолодження всієї маси води, а також перемішування її на всю глибину, що зумовлює вирівнювання температури та солоності. Відносно великий приплив річкових вод знижує солоність східної частини Азовського моря (у Таганрозькій затоці солоність 2–3 ‰), а обмін вод з Чорним морем і Сивашем збільшує її на півдні та заході Азовського моря (біля Керченської протоки солоність сягає до 17,5 ‰). Середня солоність Азовського моря — 11 ‰. Влітку води Азовського моря нагріваються до 25–28 °C в середній частині та до 30–31 °C — біля берегів. Вміст кисню в усій товщі води достатній. Взимку температура води Азовського моря нижча від нуля. Біля берегів море замерзає з грудня до березня, в дуже холодні зими замерзає на всій площі.
| Пункт               | Січ | Лют | Бер | Кві  | Тра  | Чер  | Лип  | Сер  | Вер  | Жов  | Лис | Гру |
| Таганрог            | 0,1 | 0,1 | 1,2 | 9,6  | 18,1 | 22,4 | 24,8 | 23,6 | 18,4 | 11,1 | 4,6 | 0,9 |
| Маріуполь           | 0,1 | 0,0 | 1,1 | 8,4  | 17,3 | 22,0 | 24,5 | 23,6 | 19,1 | 12,4 | 6,1 | 1,5 |
| Бердянськ           | 0,0 | 0,0 | 1,3 | 8,4  | 17,0 | 22,3 | 24,6 | 23,7 | 19,0 | 12,5 | 6,4 | 1,7 |
| Єйськ               | 0,2 | 0,2 | 1,7 | 9,5  | 17,6 | 22,4 | 24,9 | 23,7 | 18,6 | 11,9 | 5,5 | 1,7 |
| Должанська          | 0,2 | 0,1 | 2,0 | 9,6  | 17,2 | 22,0 | 24,4 | 23,4 | 18,6 | 11,9 | 5,5 | 1,7 |
| Генічеськ           | 0,2 | 0,2 | 2,3 | 9,5  | 17,2 | 21,9 | 23,5 | 23,5 | 19,2 | 12,7 | 6,9 | 2,0 |
| Приморсько-Ахтарськ | 0,3 | 0,6 | 3,1 | 11,1 | 18,1 | 22,5 | 23,4 | 23,4 | 18,5 | 11,9 | 5,9 | 1,7 |
| Мисове              | 1,1 | 0,7 | 2,3 | 7,7  | 15,5 | 21,1 | 24,1 | 24,1 | 20,2 | 14,4 | 9,1 | 3,9 |
| Темрюк              | 1,1 | 1,2 | 3,5 | 10,2 | 17,1 | 22,3 | 24,2 | 24,2 | 19,6 | 13,5 | 7,8 | 3,2 |

### Солоність
Гідрохімічні особливості Азовського моря формуються насамперед під впливом значного припливу річкових вод (до 12 % об'єму води) і утрудненого водообміну з Чорним морем.
Солоність моря до зарегулювання Дону була втричі меншою від середньої солоності океану. Величина її на поверхні змінювалася від 1 ‰ в гирлі Дону до 10,5 ‰ в центральній частині моря та 11,5 ‰ — в Керченській протоці. Після створення Цимлянського гідровузла солоність моря почала підвищуватися (до 13 ‰ в центральній частині). Середні сезонні коливання величин солоності рідко сягають 1 %.
Через малу солоність води море легко замерзає, тому до появи криголамів воно було несудноплавне з грудня до середини квітня.
Протягом XX століття практично всі більш-менш великі річки, що впадають в Азовське море, були перегороджені греблями для створення водосховищ. Це спричинило значне скорочення скидання прісної води та мулу в море.

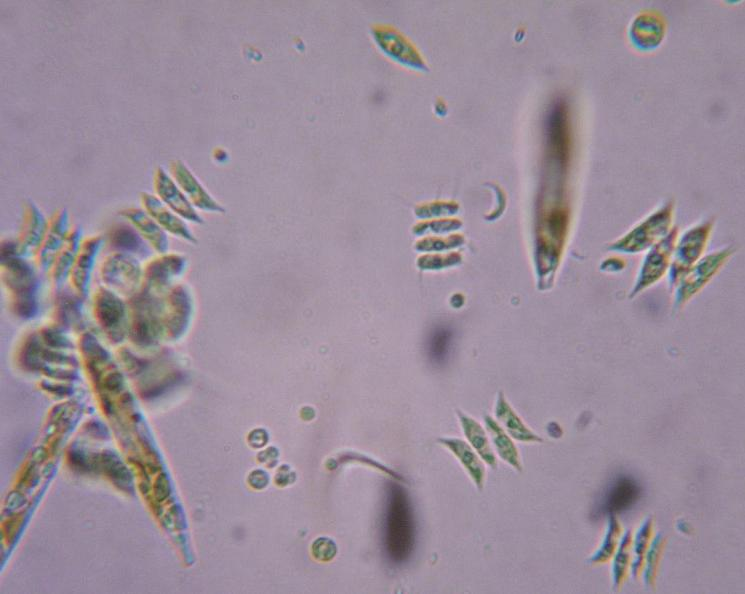
Зелені водорості (та інші види планктону) відповідальні за колір води Азовського моря.

### Флора та фауна
Акваторія моря належить до чорноморського екорегіону бореальної північноатлантичної зоогеографічної провінції. У зоогеографічному аспекті донна фауна належить до середземноморської провінції, перехідної зони між бореальною та субтропічною зонами.
Прозорість води Азовського моря дуже мала. Бурхливий розвиток фіто- і зоопланктону в теплу пору року знижує прозорість і зумовлює явище «цвітіння» моря. Фауна Азовського моря вирізняється відносною бідністю видового складу (до 350 видів) і винятково великим кількісним розвитком, за яким Азовське море перевищує всі морські водойми світу. Найрозвиненіший фітопланктон і бентос. Фітопланктон складається (у %): з діатомових — 55, перідінієвих — 41,2, і синьо-зелених ціанобактерій — 2,2. Серед біомаси бентосу молюски займають домінантне положення. Їхні скелетні залишки представлені карбонатом кальцію, мають значну питому вагу у формуванні сучасного донного осаду та акумулятивних надводних тіл.

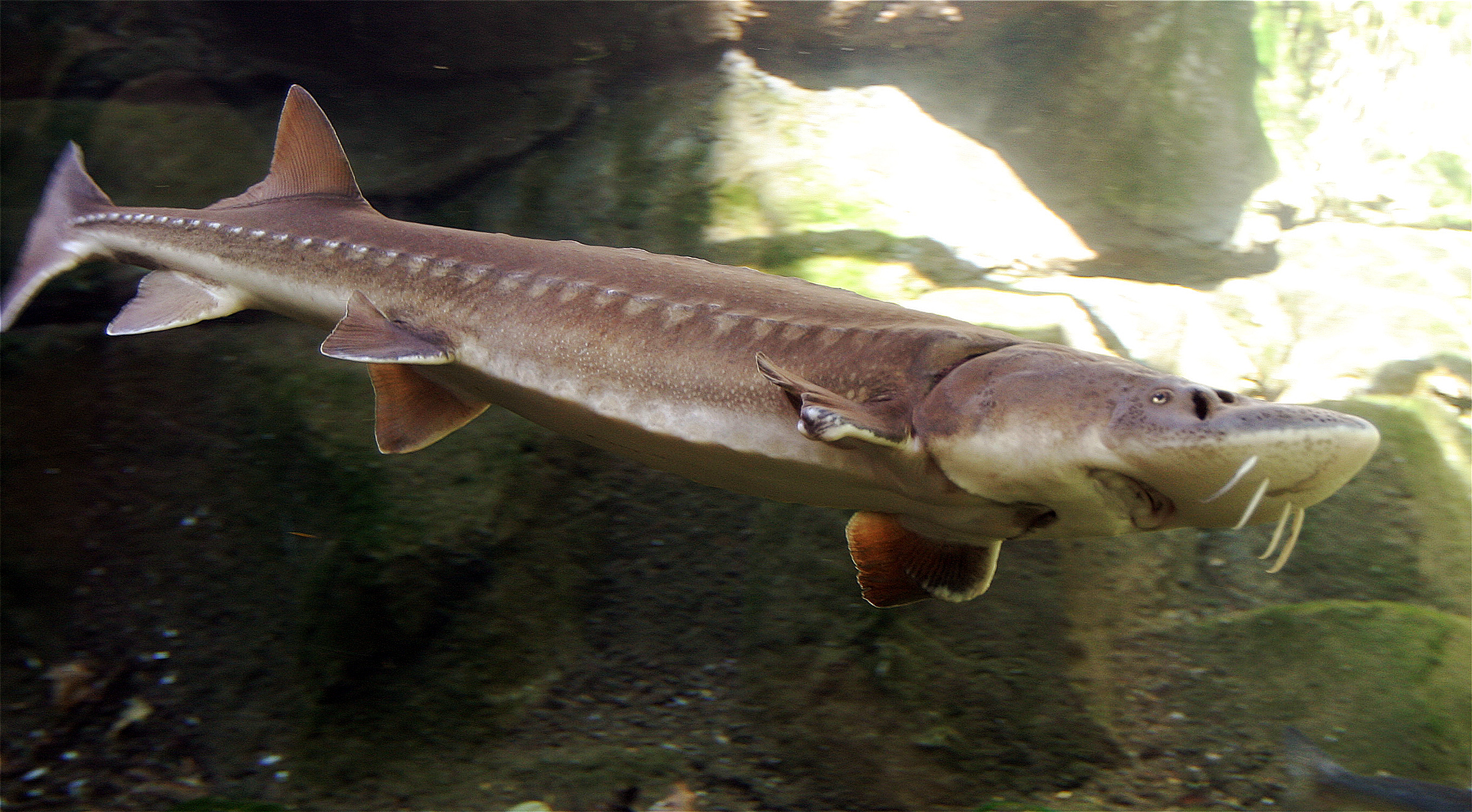
Осетрові є одними з основних та найцінніших промислових риб Азовського моря.

Іхтіофауна Азовського моря останнім часом включає 103 видів і підвидів риб, що належать до 76 родів і представлені прохідними, напівпрохідними, морськими та прісноводними видами.
Прохідні види риб мешкають в морі до настання статевої зрілості, а в річку заходять лише на нерест. Період розмноження в річках та/або на займищах зазвичай не перевищує 1–2 місяці. Серед азовських прохідних риб є найцінніші промислові види, такі як білуга, севрюга, оселедець, рибець і шемая.
Напівпрохідні види для розмноження заходять з моря в річки. Однак в річках вони можуть затримуватися на триваліший час, ніж прохідні (до року). Що стосується молоді, то вона скочується з нерестовищ дуже повільно та часто залишається в річці на зимівлю. До напівпрохідних риб належать масові види, такі як судак, лящ, тараня, чехоня та деякі інші.
Морські види розмножуються і мешкають в солоних водах. Серед них виділяють види, що постійно мешкають в Азовському морі. Це — пеленгас, камбала-калкан, глоса, тюлька, сопач чорноморський, колючка триголкова, трубкорот та рештки популяції бичків. І, нарешті, є велика група морських риб, що заходять в Азовське море з Чорного моря, в тому числі здійснюють регулярні міграції. До них належать: азовська хамса, чорноморська хамса, чорноморський оселедець, барабуля, сингіль, гостроніс, лобань, калкан чорноморський, ставрида, скумбрія тощо.
Прісноводні види зазвичай постійно мешкають в одному районі водоймища та великих міграцій не здійснюють. Ці види населяють зазвичай опріснені акваторії моря. Тут трапляються такі риби, як чечуга, сріблястий карась, щука, в'язь, верховодка тощо.
Морські ссавці в Азовському морі представлені одним видом — фоцена звичайна (інші назви — азовка, азовський дельфін, пихтун, чушка). Фоцена звичайна веде стадний спосіб життя. До складу груп входять від двох до десяти особин. Чисельність популяції завжди була невелика, сучасні дані відсутні. Азовка — найдрібніша тварина з групи китоподібних. А представники місцевої азово-чорноморської популяції дрібніші, ніж дельфіни з інших частин ареалу. Самиці трохи більші за самців: 90–150 см. Відомі максимальні розміри самців досягали 167 см, а самиць — 180 см. Середня вага азовок становить 30,2 кг. Тривалість життя — 25–30 років.
За кількістю рослинних і тваринних організмів Азовському морю немає рівних у світі. За рибопродуктивністю, тобто кількістю риби на одиницю площі, Азовське море в 6,5 разів перевершує Каспійське, в 40 разів — Чорне і в 160 разів — Середземне море.
Через російське вторгнення в Україну, гинуть не лише люди, а й багато тварин. У червні 2022 року стало відомо про те, що через мінування росармією Азовського моря постраждав рідкісний вид риб — тригла жовта. Це був перший зафіксований випадок загибелі цієї червонокнижної тварини у Запорізькій області.
11 червня 2022 року директор Приазовського національного природного парку Дмитро Воловик повідомив про ще одну трагедію, що сталася в Азовському морі. Від дій російських окупантів почали гинути дельфіни.
|  | Злочини проти довкілля... Азовське море. Коментарі зайві, — написав на своїй сторінці у Фейсбук Дмитро Воловик. |

### Забруднення
За середніми рівнями показників спостерігався підвищений вміст органічних речовин (1,5 ГДКм за БСК5), амонійного (1,2 ГДКм) та нітритного (1,5 ГДКм) азоту, заліза загального (13,7 ГДКм), нафтопродуктів (1,9 ГДКм). Найвищий вміст органічних речовин (1,8 ГДКм за БСК5), азоту амонійного (3,4 ГДКм), заліза загального (78,4 ГДКм, високий рівень забруднення), нафтопродуктів (4,5 ГДКм) відзначені у районі 250 м від скиду ВАТ МК «Азовсталь». Максимальний вміст нітритного азоту (3,1 ГДКм) спостерігався у районі вугільної гавані ДП ММТП.

## Географічні об'єкти

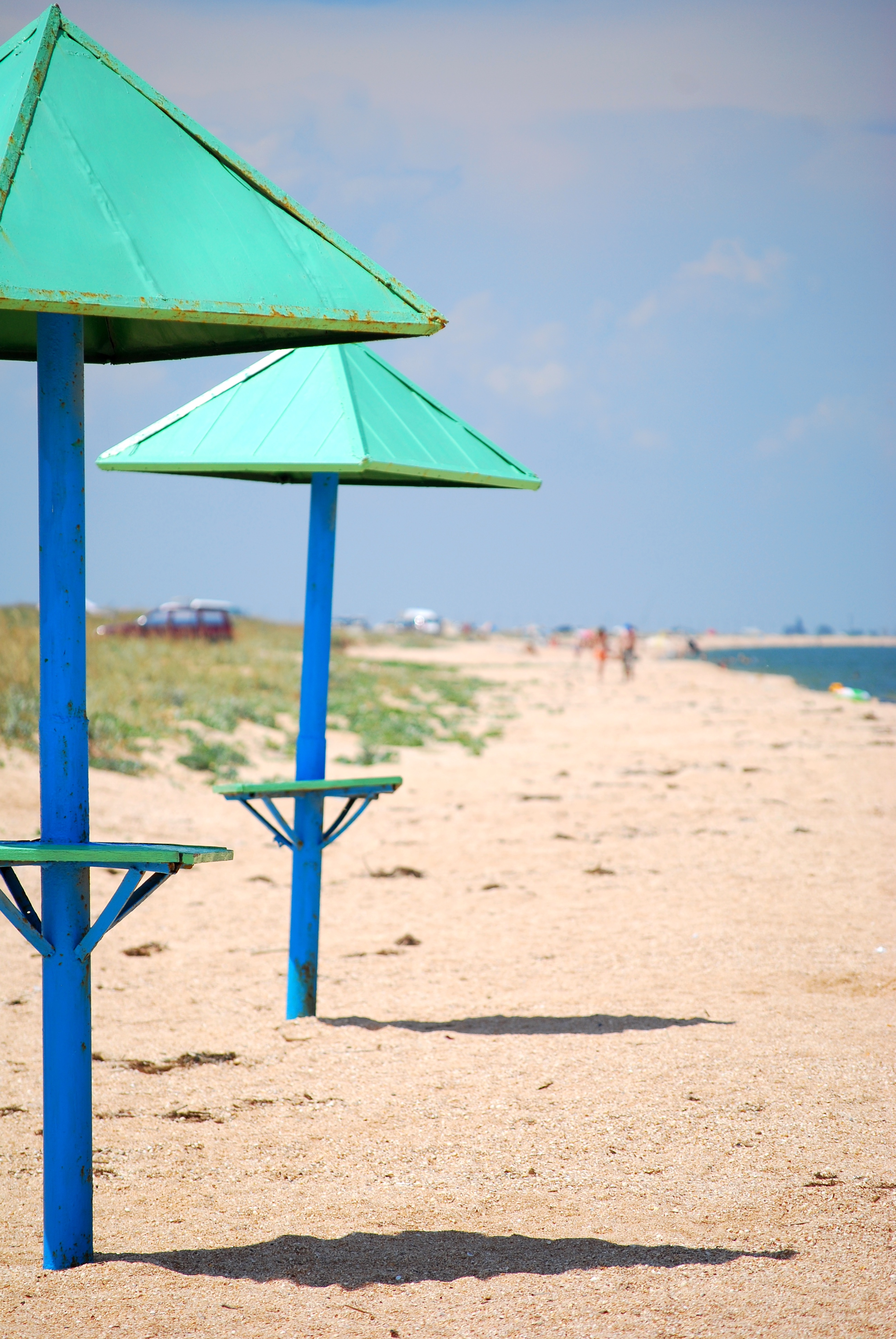
Азовське море. Пляж з детриту. Керченський півострів.

Характерною рисою північного, західного та східного берегів Азовського моря є миси та намивні піщано-ракушнякові коси:
- мис Хроні
- мис Зюк
- мис Чагани
- Казантип
- мис Чумбурський(інші мови)
- мис Ачуєвський
- Крива
- Білосарайська,
- Бердянська
- Обіточна,
- Федотова,
- Довга
- Бирючий острів
- Тузла
- Беглицька
- Глафіровська
- Комишуватська
- Ясенська
- Ачуєвська
- Чушка коса
- Вузька коса — Арабатська стрілка — відокремлює мілку солоноводну затоку Сиваш, яка сполучається з Азовським морем Генічеською (Тонкою) протокою.

Південний берег майже на всьому протязі має різко виявлений обрив, у деяких місцях над рівнем моря підіймаються загострені стрімчаки. На сході від Керченської протоки протягом 100 км берег Азовського моря — це низовинна дельта Кубані.
Ерозія берегової лінії на території Азовського моря в останні 10 років стала дуже помітною. Деякі ділянки пляжів щезли повністю, а інші значно зменшилися. Така ж доля не оминула острів Малий Дзьондзик, який розділився на дві частини.

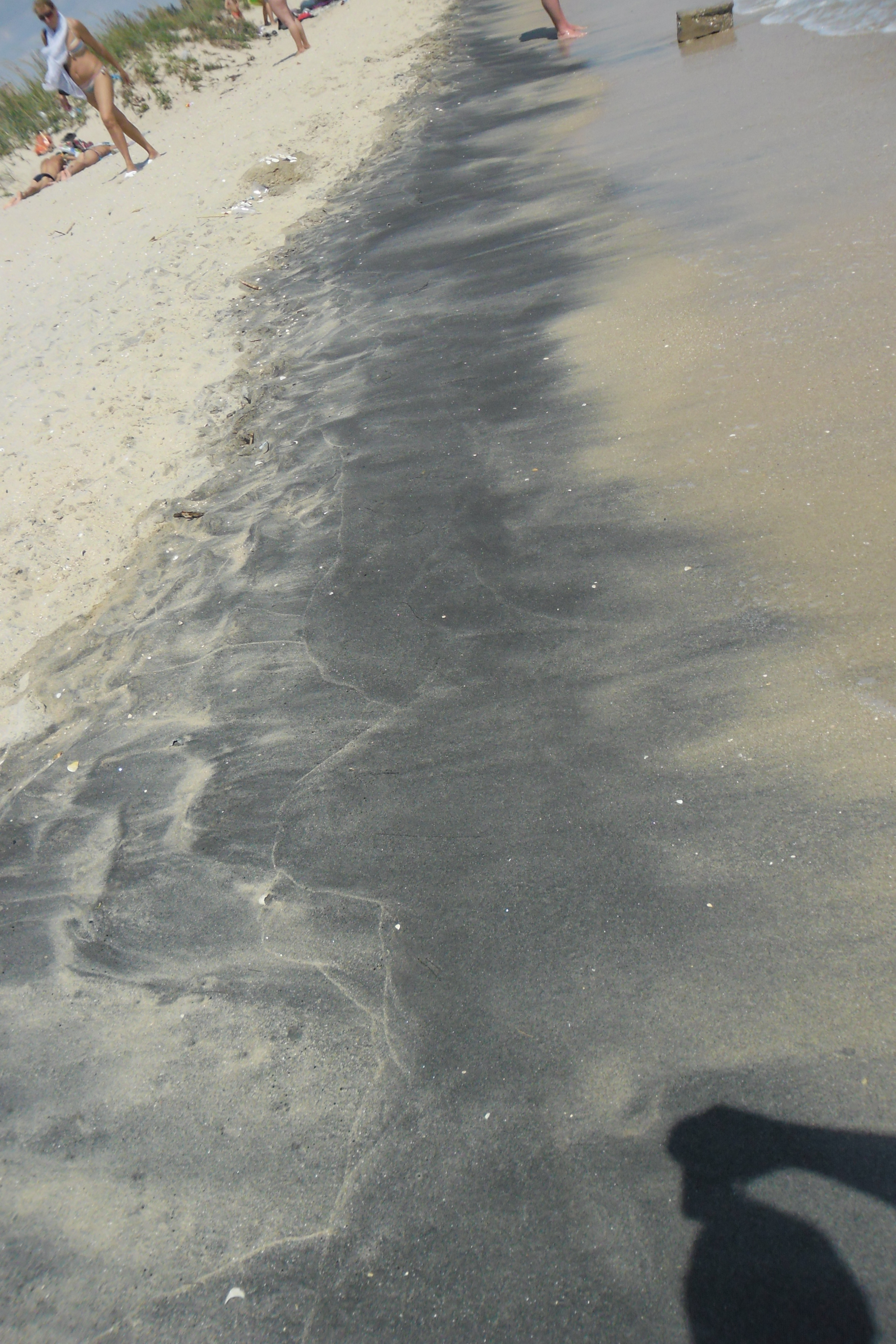
Чорні піски Азовського моря. 2014 р.

### Річки

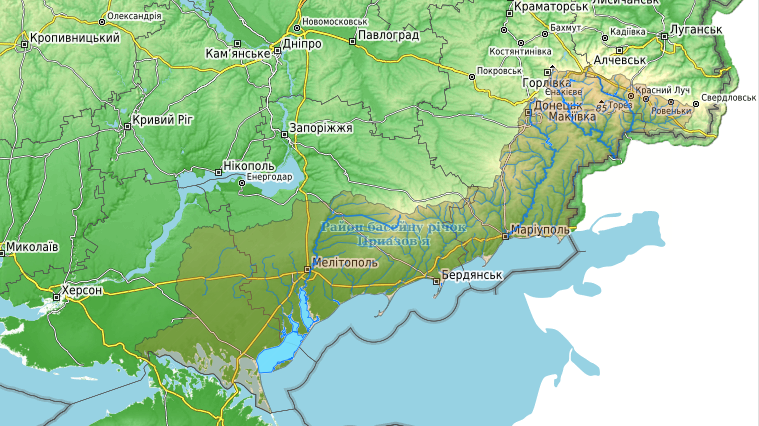
Водозбірний басейн Азовського моря на території України

В Азовське море впадають наступні річки:
- Кальміус
- Міус
- Дон
- Кубань
- Протока
- Малий Утлюк
- Великий Утлюк
- Молочна
- Корсак
- Лозуватка
- Обіточна
- Берда
- Грузький Яланчик
- Мокрий Яланчик
- Салгир
- Кагальник
- Мокра Чубурка(інші мови)
- Єя
- Бейсуг

окремі річки, впадаючи в Азовське море, утворюють широкі лимани:
- Утлюцький;
- Міуський;
- Єйський;
- Бейсузький.

Іноді лимани відокремлюються від моря піщаними пересипами (озеро Молочне).

### Затоки
Найбільша затока Азовського моря — Таганрозька — лиман Дону.

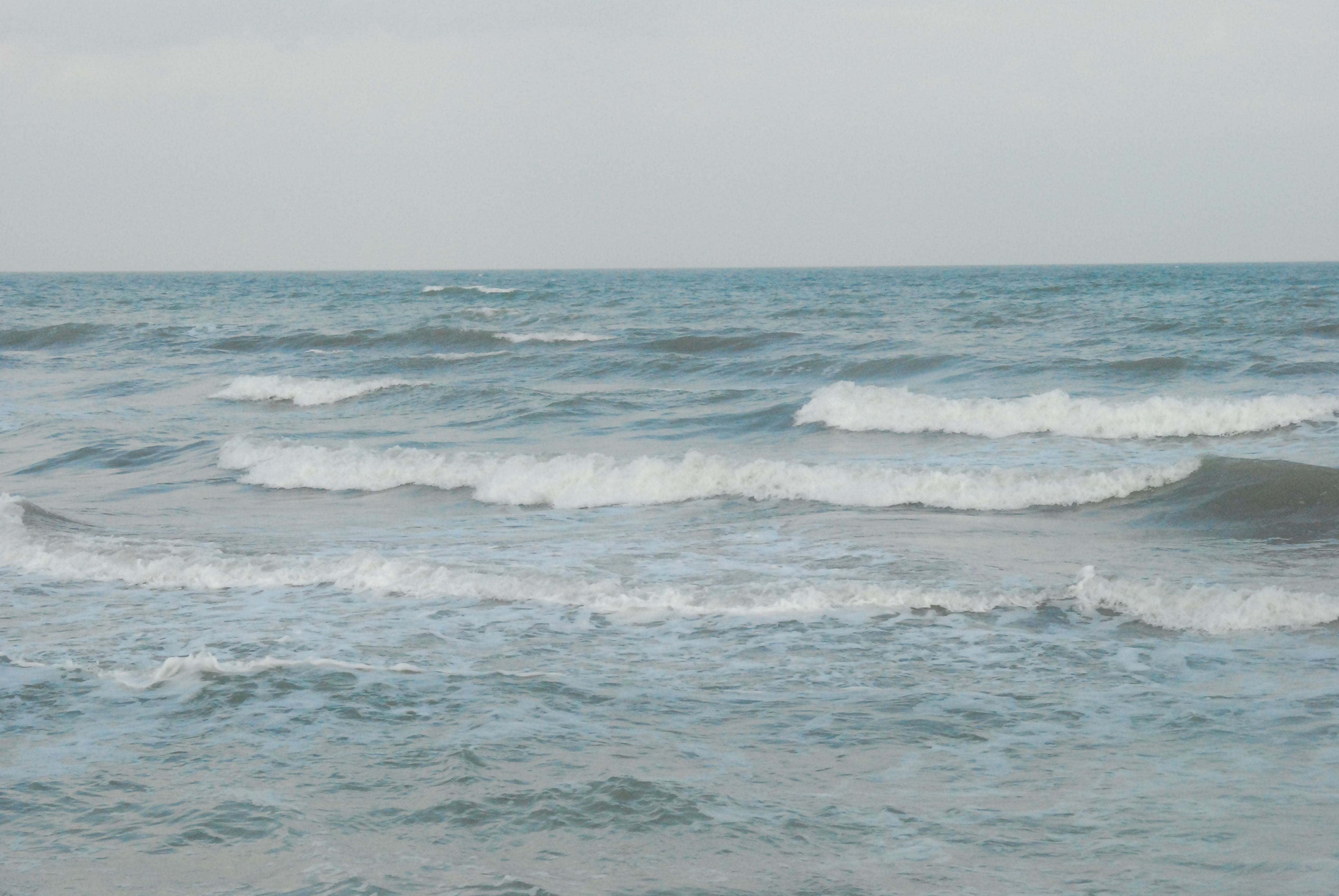

Відкриті затоки Азовського моря:
- Обиточна;
- Арабатська;
- Темрюцька;
- Бердянська;
- Казантипська;
- Таганрозька;
- Ясенська.

## Транспортне значення
Азовське море має велике транспортне значення. Особливо зросла транспортна роль Азовського моря у зв'язку з побудовою Волго-Донського каналу. До великих портів (Маріуполь, Ростов-на-Дону, Керч,
Таганрог, Бердянськ та інші) прокладено морські канали.
Див. також: Потайний водний шлях Запорозьких козаків

### Порти
Українські порти: Бердянськ, Маріуполь, Генічеськ, Керч.
Російські порти: Таганрог, Азов, Ростов-на-Дону (на р. Дон), Єйський морський порт.

## Газові родовища
У 1998 році НПО «Чорноморнафтогаз» на Південному шельфі Азовського моря відкрило Північно-Казантипське газове родовище.